# Penuel
Penuel war eine zum Nordreich Israel gehörige Siedlung, die östlich des Jordan am Südufer des Jabbok unweit von Sukkot lag. In der Geschichte Israels kommt ihm keine besondere Bedeutung zu.

## Name
Der Name des Ortes wird in der Hebräischen Bibel meist mit פְּנוּאֵל pənūʾēl, in Gen 32,31  und 1 Chr 8,25  mit פְּנִיאֵל pənîʾēl, wiedergegeben. Er entstand aus *panū ʾili bzw. panī ʾili und bedeutet „Angesicht Gottes“.
Die Septuaginta gibt den Namen für gewöhnlich mit Φανουηλ Fanuēl wieder, ebenso Josephus. Lediglich Gen 32,31  übersetzt Εἶδος [του] θεοῦ Eîdos [tu] theû. In der Vulgata lautet der Ortsname Phanuhel.
Im Deutschen variiert die Wiedergabe des Namens. Verwendet werden Penuel, Penuël, Pnuël, Pnuel sowie Peniel, Peniël, Pniël, Pniel.
Sowohl פְּנוּאֵל pənūʾēl als auch פְּנִיאֵל pənîʾēl kommen im Alten Testament auch als Personen- und Sippenname vor.

## Lage
Die geographische Lage Penuels lässt sich schwer bestimmen. Weder das Alte Testament, noch die Schoschenk-Liste, die Penuel und Mahanajim erwähnt, bieten hinreichende Informationen und Kriterien für eine präzise Lokalisierung.
Nach Gen 32,23–33  liegt Penuel in der Nähe einer Furt am Jabbok im Ostjordanland. Der Fluss wird einmütig mit dem Naḥr ez-Zarqā identifiziert, der etwa auf der halben Strecke zwischen dem See Genezareth und dem Toten Meer in den Jordan mündet.
Überwiegend in der älteren Forschung wurde Penuel mit den Tulūl eḏ-Ḏahab identifiziert (Koordinaten: 32° 11′ N, 35° 42′ O). Der Ort liegt ca. 8 km östlich der Mündung des Jabboktals ins Jordantal. Seine Zwillingshügel befinden sich im unteren Jabboktal und sind ca. 90 m hoch. An dieser Stelle liegt das Tal etwa 1000 m tiefer als die Hochfläche, die Gipfel also auf ca. −10 m. Der östliche Hügel bietet zur Besiedelung nur ein ca. 60 mal 30 m großes Plateau. Demgegenüber finden sich auf dem zweiten Hügel vier besiedelbare Terrassen, von denen die oberste ca. 100 mal 60 m misst. Der Jabbok fließt in einer Klamm zwischen beiden Hügeln hindurch. Bis zur Fertigstellung des Staudamms im Jahr 1977 schwankte der Wasserstand des Flusses. In der Antike muss er deutlich höher gewesen sein als in der Neuzeit. Dadurch kommt den Zwillingshügeln in vorrömischer Zeit eine entscheidende strategische Bedeutung zu: Aus dem Westen war das Tal nur bis zu den Tulūl eḏ-Ḏahab passierbar. Südöstlich des Berges liegt eine Furt.
Andere Forscher lokalisieren den Ort Mahanajim mit den Zwillingshügeln, wodurch Penuel an einem anderen Ort verortet werden muss. Da lediglich der Tell el-Ḥamme Ost am Fluss selbst liegt, wird Penel hier lokalisiert (32° 11′ N, 35° 38′ O). Der Tell liegt unmittelbar am Nordufer des Flusses und zeigt eine bronze- und eisenzeitliche Besiedlung. Aufgrund des damals höheren Wasserstandes kann hier jedoch keine Furt existiert haben. Außerdem birgt die Lokalisierung Mahanajims Zweifel und der Tell ist verhältnismäßig klein.
Eine Minderheitenmeinung versucht beide Orte auf den Zwillingshügeln zu verorten.
Weitere Lokalisierungsvorschläge sind: Tell und Ḫirbet el-Emrāmeḥ am oberen Jabbok, Tell eš-Ša’be und Tell Dēr ‘Allā.

## Biblischer Bericht
In der Bibel spielt der Name im Zusammenhang mit den Erzählungen über Jakob, Gideon und Jerobeam I. eine Rolle.
Bei der Erzählung von Jakobs Kampf am Jabbok handelt es sich in der Endgestalt um eine Volksetymologie des Flussnamens Jabbok, der Speisevorschriften in Gen 32,33  und des Ortes Penuel. Jakob sagt: „Ich habe Gott von Angesicht zu Angesicht (hebräisch פָּנִים אֶל־פָּנִים pānîm ʾæl-pānîm) gesehen.“ Hierbei handelt es sich um die direkteste Begegnung JHWHs mit dem Menschen in alttestamentlicher Darstellung. Die Umbenennung Jakobs in Israel weist darauf hin, dass der Text die Relevanz des Heiligtums von Penuel für ganz Israel herausstellen möchte.
Während Gideon in Gen 32,23–33  die Midianiter im Ostjordanland verfolgt, steigt er von Sukkot herauf nach Penuel. Laut biblischem Bericht handelt es sich dabei um eine befestigte Stadt mit Turm oder Zitadelle. Da die Bewohner bei Gideons Rückkehr von der Schlacht seine Versorgung verweigerten, tötete Gideon die Männer und zerstörte den Turm.
Gemäß 1 Kön 12,25  baute Jerobeam I., der erste über das Nordreich regierende König, Penuel zur Hauptstadt aus. Später wurde sie von Tirza abgelöst, zuvor war Sichem die Hauptstadt.

## Historische Einordnung
Lediglich in der Zeit Jerobeams I. kommt Penuel eine maßgebliche Bedeutung für eine konkrete geschichtliche Situation zu. Möglicherweise entstand die Jakoberzählung in dieser Zeit als Programmschrift, die den Ort auf die Autorität Jakobs und letztendlich auf den Willen Gottes zurückführen will. Der Grund für das Hervortreten Penuels lässt sich nicht vollständig umreißen. Ein Wechsel der Hauptstadt ist denkbar, vermutlich ging es dabei jedoch weniger um die Frage der Residenz, sondern vielmehr um die Absicherung der Kontrolle über ein wirtschaftlich interessantes Gebiet, da dieser Ort an der Arava-Handelsstraße lag. Eine Zentrum von Verwaltung, Kult, Kultur und Ökonomie war Penuel nicht, dies lässt sich erst für Samaria unter Omri feststellen. Vielfach wurde davon ausgegangen, dass Jerobeam die Hauptstadt verlegte, um sich vor dem Palästinafeldzug Schoschenks zu schützen. Auf der Liste der eroberten Städte in Karnak lässt sich jedoch mit großer Wahrscheinlichkeit pnw’r lesen, was auf Penuel deutet. Dies führte zur Vermutung, Schoschenk habe die Stadt an Jerobeam übergeben, der sie schließlich ausbaute. Für eine Hauptstadt im Ostjordanland spricht auch die Nähe zu Mahanajim, wo Sauls Sohn Ischbaal zum König gemacht wurde und David Einfluss gewann.
Die Gideonerzählung setzt staatliche Verhältnisse voraus und hat außenpolitisch bedrohliche Situationen zum Hintergrund, die seit dem 9. Jh. v. Chr. hervortraten. Eine Vertrautheit mit dem unteren Jabboktal ist erkennbar. Möglicherweise liegt ein Reflex auf die Eroberung Penuels durch Schoschenk vor, oder es handelt sich um eine Aufnahme des Unmuts der bäuerlichen Bevölkerung gegenüber den prosperierenden Städten des 9. und 8. Jh.s v. Chr.
Es ist davon auszugehen, dass Penuel nach Jerobeam I. rasch an geschichtlicher Bedeutung verlor. Bereits sein Nachfolger reagierte von Tirza aus, unter Omri wurde Samaria das Zentrum des Landes.